# Alan Cox (ator)
Alan Cox (Londres, 6 de agosto de 1970) é um ator britânico.
Filho de ator Brian Cox, ficou famoso mundialmente pela atuação no filme Young Sherlock Holmes, quando fez o papel do jovem Dr. Watson, em 1985. Em 1982, trabalhou no telefilme A Voyage Round My Father, atuando ao lado de Laurence Olivier. Estes dois trabalhos ocorreram depois da sua estréia como ator, pois já atuava desde 1976, quando fez uma participação no telefilme "Divorce".
Também trabalhou em The Odyssey, Not Only But Always, Housewife, 49, The Young Indiana Jones Chronicles, Ladies in Lavender, O Ditador, entre outras produções cinematográficas e televisivas.

## Ligação externa
- Alan Cox. no IMDb.